# حکومت زمان‌خان
طریقهٔ حکومتِ زمان‌خانِ بروجردی و سرگذشتِ آن ایام، نمایش ایرانی، نوشته میرزا آقا تبریزی است. نمایش حکومتِ زمان‌خان، با زبانِ طنز، فساد و رشوه‌خواری در دورهٔ پیشامشروطه قاجار را به استهزاء می‌گیرد. میرزا آقا تبریزی یکی از نخستین نمایشنامه‌نویسان ایرانی در دوران قاجار بود که با آثار خود به ترویج و پیشرفت تئاتر در ایران کمک کرد.

## داستان
زمان‌خان، حاکم بهشت‌آباد برای به‌دست آوردن منصب خود به شاه قاجار رشوه داده و حال که بر مسند قدرت تکیه‌زده، در نظر دارد چند برابر این رشوه را از مردم بازپس بگیرد.

## در فرهنگ عامه
- کمدی-تراژدی حکومتِ زمان‌خان، نوشته ایرج زهری[۳]